# 小行星7439
小行星7439（英語：7439 Tetsufuse）是一颗围绕太阳公转的小行星。1994年12月6日，小林隆男在大泉町发现了此天体。
这颗小行星的绝对星等为65.69759065591109等。